# Mimaeschopalaea ornata
Mimaeschopalaea ornata là một loài bọ cánh cứng trong họ Cerambycidae.